# Umberto D.
Pour plus de détails, voir Fiche technique et Distribution.
Umberto D. est un film dramatique italien réalisé par Vittorio De Sica et sorti en 1952.

## Synopsis
Dans les années 1950, à Rome en Italie, un cortège non autorisé de retraités, dont les pancartes portent l'inscription « Augmentez les pensions ! Nous avons travaillé toute notre vie », est dégagé par la police. Quelques personnes âgées se réfugient dans le hall d'un immeuble : parmi elles, Umberto Domenico Ferrari, fonctionnaire depuis trente ans au ministère des Travaux publics, avec une pension de dix-huit mille lires par mois. À midi, Umberto se rend à la soupe populaire, où il vend sa montre pour trois mille lires afin de payer le loyer. De retour chez lui, il trouve sa chambre momentanément occupée par un couple à qui la propriétaire a sous-loué la chambre en son absence : il proteste, mais la femme lui répond en le menaçant d'expulsion s'il ne paie pas les arriérés.
Dans la cuisine, Umberto discute avec la jeune et compréhensive servante Maria, qui lui révèle qu'elle est enceinte mais qu'elle ne sait pas qui est le père de l'enfant, puisqu'elle fréquente deux hommes, et que ses deux amants, un soldat de Florence et un autre de Naples, veulent se soustraire à cette responsabilité. Umberto reste seul avec son seul ami, le chien Flaik. Entre-temps, la propriétaire intransigeante et pingre refuse de lui offrir les trois mille lires qu'il avait collectées auparavant, exigeant au contraire le montant total du loyer, comme elle le fait lorsque Umberto, ayant collecté deux mille lires supplémentaires grâce à la vente de quelques livres, arrive pour lui en offrir cinq mille. Fiévreux, l'homme s'allonge sur son lit. Le lendemain, souffrant d'une amygdalite, il est admis à l'hôpital, où Maria et Flaik lui rendent visite et où il essaie de rester le plus longtemps possible, afin d'économiser sur le loyer et de rembourser sa dette.
En quittant l'hôpital, il laisse l'adresse à son voisin de lit mais, de retour chez lui, il découvre que des travaux de rénovation sont en cours en vue du mariage de sa maîtresse, qui veut transformer sa chambre en salle de séjour pour les réunions mondaines. En cherchant le chien, Umberto trouve Maria en larmes, abandonnée par les deux soldats qui ne veulent pas assumer la responsabilité d'une paternité incertaine. La jeune femme lui apprend que l'animal s'est enfui de la maison après que son propriétaire a délibérément laissé la porte ouverte. Inquiet pour Flaik, Umberto se rend au chenil où il le retrouve juste à temps pour éviter qu'il ne soit abattu.
Alors qu'il se promène en ville, il croise un vieil ami, devenu un riche retraité, à qui il confie sa situation, mais celui-ci se défile en prétextant qu'il est pressé d'attraper le tramway. Voyant la facilité avec laquelle un mendiant obtient l'aumône, Umberto tente de la demander à son tour, mais sa dignité l'en empêche. Il tente alors de faire mendier Flaik en lui faisant tenir son chapeau dans la bouche tout en se cachant, mais lorsqu'un commandeur qu'il connaît passe, Umberto a honte et prétend que Flaik ne faisait que jouer.
De retour dans sa chambre, dévasté par les travaux du Corso Umberto, il se résigne et commence à penser au suicide. Le lendemain matin, il fait sa valise, dit au revoir à Maria et prend le tramway. Il veut laisser Flaik dans une pension pour chiens, mais il se rend compte que les gardiens sont des gens sans scrupules qui n'aiment pas les animaux et il se ravise. Il se rend au parc et tente de le confier à une jeune fille qu'il connaît, mais sa gouvernante l'en empêche catégoriquement. Cependant, déterminé à se suicider, il traverse un passage à niveau avec Flaik dans les bras, s'approchant de la voie ferrée à l'approche du train.
Le chien, lui, a senti le danger et, terrifié, s'est libéré de l'emprise d'Umberto et s'est enfui en direction du parc ; Le train passe et Umberto poursuit le chien qui va se cacher derrière un arbre, ne faisant plus confiance à son maître ; mais le vieil homme l'incite à jouer avec lui, en lançant une pomme de pin au loin et en l'invitant à aller la chercher : les deux se réconcilient ainsi et, tout en continuant à jouer, ils s'éloignent dans l'allée.

## Fiche technique
- Titre du film : Umberto D.
- Réalisation : Vittorio De Sica
- Sujet et scénario : Cesare Zavattini
- Assistants réalisateur : Luisa Alessandrini, Franco Montemurro
- Photographie : G. R. Aldò - Noir et blanc
- Opérateur : Giuseppe Rotunno
- Décors : Virgilio Marchi (it)
- Son : Ennio Sensi
- Montage : Eraldo Da Roma
- Musique : Alessandro Cicognini
- Production : Giuseppe Amato, Rizzoli Film, Produzioni De Sica
- Pays de production :  Italie
- Durée : 80 minutes
- Genre : Drame
- Dates de sortie : 
  - Italie : 20 janvier 1952
  - France : 10 octobre 1952

## Distribution
- Carlo Battisti (it) : Umberto Domenico Ferrari[1]
- Maria-Pia Casilio : Maria, la servante
- Lina Gennari : Antonia, la logeuse
- Memmo Carotenuto : le voisin de lit d'Umberto D. à l'hôpital
- Alberto Albani Barbieri (it) : l'ami de la logeuse

## Accueil
Le scénariste Cesare Zavattini, reliant ce film aux trois précédents[Lesquels ?], souhaitait que le film soit « mobilisateur », suscitant un réflexe de solidarité chez le spectateur. Or, le film eut une audience très limitée et les milieux politiques italiens de cette époque ne l'encouragèrent point. « Parce que la manifestation des retraités fut placée au début, et la tentative de suicide à la fin, le film en devint-il pessimiste ? », s'interrogeait, plus tard, Georges Sadoul?
Vittorio De Sica — dont Umberto D fut « le film préféré » — pensait pourtant que « l'histoire de ce vieux retraité […] et ses essais pathétiques et maladroits pour se réchauffer le cœur aurait une forme d'universalité propre à être comprise par tout un chacun. » L'acteur déclara : « Umberto D, c'est la tragédie de ces personnes qui se trouvent exclues d'un monde qu'elles ont pourtant contribué à construire, une tragédie qui se cache dans la résignation et le silence, mais qui, parfois, explose en manifestations retentissantes ou pousse à d'épouvantables suicides. La décision de mourir prise par un être jeune est chose grave, mais que dire du suicide d'un vieillard […] ? C'est horrible. Une société qui permet cela est une société perdue. »

## Analyse
« Drame de la solitude, de la pauvreté, de la vieillesse, Umberto D est un peu la quintessence de l'art de De Sica », écrit Jean A. Gili. « Dans son apparente simplicité, c'est le plus riche des quatre films nés de la collaboration de De Sica-Zavattini », affirme, de son côté, Jacques Lourcelles.
Ce « récit de la vie de quelqu'un à qui il n'arrive rien » (Cesare Zavattini) est, aussi, un point d'aboutissement dans la démarche néo-réaliste. André Bazin note, en effet : « Dans Umberto D on entrevoit à plusieurs reprises ce que serait un cinéma véritablement réaliste quant au temps. Un cinéma de la durée. »
« […] L'unité du récit du film n'est pas l'épisode, l'évènement, le coup de théâtre, le caractère des protagonistes, elle est la succession des instants concrets de la vie, dont aucun ne peut être dit plus important que les autres ; leur égalité ontologique détruisant à son principe même la catégorie dramatique. » On découvre, en réalité, que « la perfection du Voleur de bicyclette n'était qu'un point de départ quand on y voyait un achèvement. Il fallait Umberto D pour comprendre ce qui, dans le réalisme du Voleur de bicyclette, constituait une concession à la dramaturgie classique », argumente André Bazin.
Selon Jacques Lourcelles, il faut, à nouveau, louer la capacité de De Sica à s'identifier, avec tendresse, à ses héros. « Dans ce film, il se met comme à la place de son héros pour regarder — plus et mieux que lui — le monde qui l'entoure, sensible à l'extrême aux bruits, aux images, aux plus infimes détails de son environnement. L'observation semble ici une faculté étrangement vierge […]. Umberto D, une des rares expériences de dédramatisation […] reste néanmoins constamment en mouvement », juge-t-il plus loin.

## Distinctions
Le film a été présenté en sélection officielle en compétition au Festival de Cannes 1952.

## Remake
Francis Huster réalisa une adaptation intitulée Un homme et son chien, avec Jean-Paul Belmondo, sortie en janvier 2009.